# Warley Town
Warley Town är en by i distriktet Calderdale, i grevskapet West Yorkshire, i England. Byn är belägen 4 km från Halifax. Warley var en civil parish 1866–1900 när blev den en del av Halifax. Civil parish hade 9 249 invånare år 1891. Warley var ett distrikt 1894–1900. Byn nämndes i Domedagsboken (Domesday Book) år 1086, och kallades då Werlafeslei.